# Vidre de borat

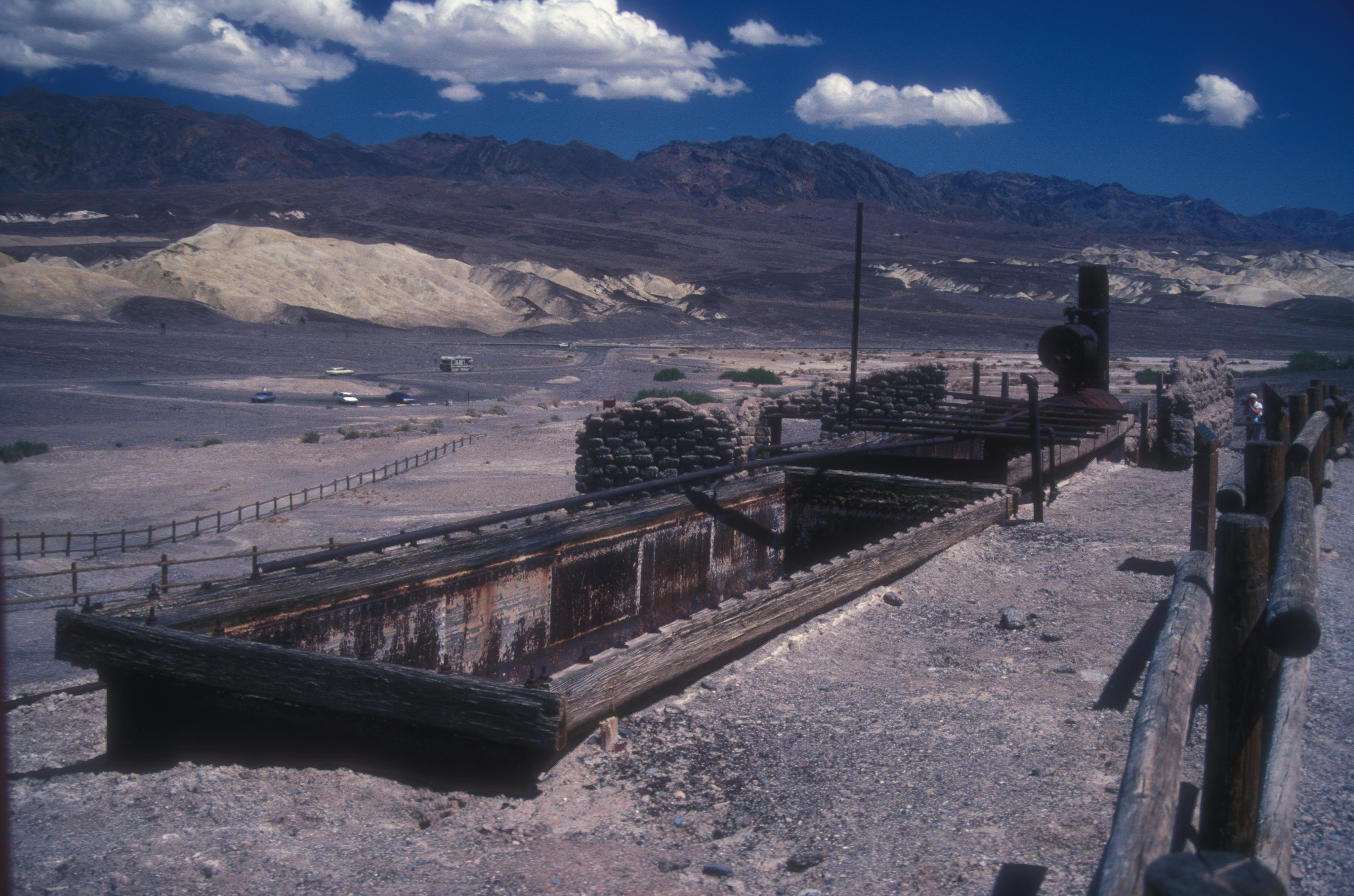
Una antiga planta de bòrax a Death Valley, Califòrnia.

Els vidres de borat tenen una acció més complexa d'ions alcalins que els vidres de silicat. Els vidres de borat també presenten diferències importants en les seves propietats òptiques.
El principal ús individual de compostos de bor en el món (que representa la meitat de l'ús global total) és la producció de certs tipus de fibra de vidre tractada amb bor per a plàstic reforçat amb fibra de vidre  aïllant i estructural. En aquests usos, el bor pot estar present com a bòrax o òxid de bor, i s'afegeix a la força estructural del vidre com a borosilicat, o s'agrega com a agent de flux per disminuir la temperatura de fusió del sílice pur, que és difícil d'extreure com a fibres i treballar en forma pura, a causa de les altes temperatures que comporta.